# Albuñuelas
Albuñuelas – gmina w Hiszpanii, w prowincji Grenada, w Andaluzji, o powierzchni 140,05 km². W 2011 roku gmina liczyła 920 mieszkańców.
Gmina Albuñelense obejmuje centra ludności Albuñuelas i La Loma. Na uwagę zasługują również wioski Los Prados de Lopera i Los Recaldes.